# Twilight of the Gods
Twilight of the Gods (engl. ‚Götterdämmerung‘) ist das sechste Album der schwedischen Band Bathory.

## Entstehungsgeschichte
Quorthon schrieb die Musik und Texte für das Album 1991 und veröffentlichte es noch im selben Jahr über Black Mark Production. Nach den Vorgängeralben Blood Fire Death und Hammerheart enthält das Album erstmals keine Hinweise mehr auf eine Besetzung, da es keine „Gruppensituation“ mehr gab. Im Sommer 2003 wurde das Album neben seinen Vorgängern digital neu gemastert wiederveröffentlicht.

## Titelliste
Musik und Texte von Quorthon, außer angegebene.
1. Prologue – Twilight of the Gods – Epilogue – 14:02
2. Through Blood by Thunder – 6:15
3. Blood and Iron – 10:25
4. Under the Runes – 5:59
5. To Enter Your Mountain – 7:37
6. Bond of Blood – 7:35
7. Hammerheart – 4:57 (Musik: Gustav Holst, Rearrangement von Quorthon. Text: Quorthon)

## Stil und Inhalt
Wie auf dem Vorgängeralbum Hammerheart setzt Quorthon klaren Gesang ein, hier sogar Choräle und gesprochene Passagen. Das Album ist langsamer gehalten als das vorige und ruhiger als bis dahin bei Bathory üblich; hier finden sich keine schnellen Lieder, insgesamt ist das Album eher ruhig und in mittlerem Tempo gehalten und endet mit einer Ballade. Der Stil wurde oftmals mit dem von Manowar verglichen, deren Bassist Joey DeMaio ebenso wie Quorthon von Richard Wagner inspiriert ist. Quorthon bestreitet allerdings, selbst von Manowar beeinflusst gewesen zu sein; er selbst habe die Band damals nicht gekannt, allerdings sei Vvornth, der Schlagzeuger auf dem Album Blood Fire Death, Manowar-Fan gewesen und habe den entsprechenden Beat eingebracht und Quorthon die Lieder dazu geschrieben; er hätte jedoch niemals Manowar kopieren wollen und wäre bei der Vorstellung, dass man Bathory als Manowar-Kopie ansehen könnte, gestorben.
Er gab aber an, die musikalischen Parallelen später erkannt zu haben, wenngleich sich Bathory mehr auf Atmosphäre konzentriere und Manowar „mehr von diesen Themen wie Schlachten, Schwerter, das Töten von Menschen“ beeinflusst sei, was für ihn eher wirke „wie diese He-Man-Kiste, ‚ich bin der Stärkste, der Beste,...‘ Wenn du aber der Beste bist, dann musst du das den Leuten nicht ständig erzählen“.
Die Musik des Lieds Hammerheart stammt aus dem Satz Jupiter, the Bringer of Jollity aus Gustav Holsts Orchestersuite Die Planeten und wurde von Quorthon neu arrangiert.
Die Texte weisen Bezüge zur nordischen Mythologie und Friedrich Nietzsche auf; letzterer wird auf der Rückseite der LP zitiert.

## Rezeption

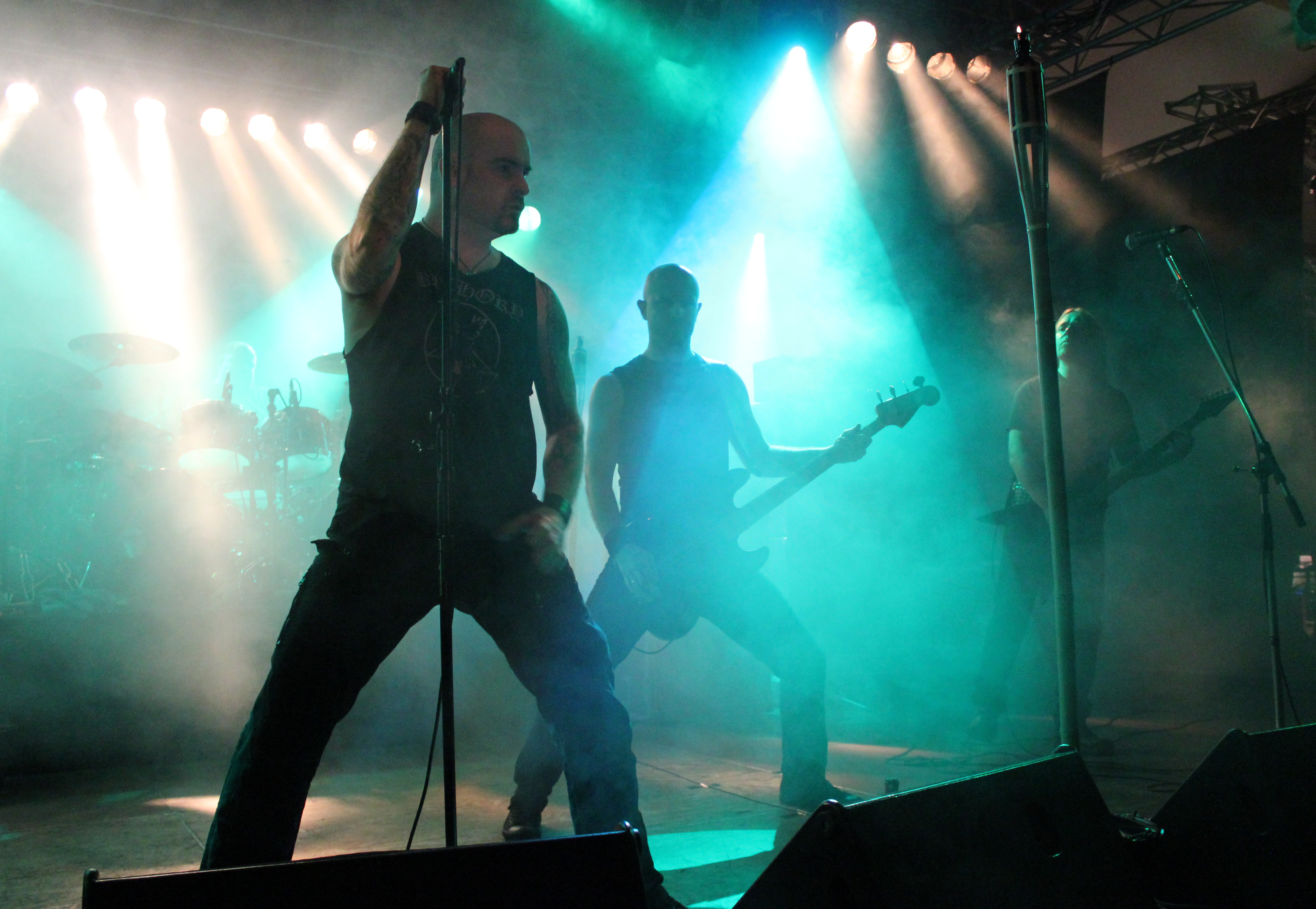
Twilight of the Gods live auf dem Ragnarök-Festival 2011

Quorthon selbst gab später an, seiner Meinung nach sei Twilight of the Gods zu weit von Bathorys Anfängen entfernt, und bezog sich bei seinem nächsten Album Requiem wieder auf die frühe Phase des Projekts. Im deutschen Metal Hammer bezeichnete Robert Müller Bathory als „eine der obskursten Bands weit und breit“. Twilight of the Gods knüpfe nahtlos an das „Bombast-Meisterwerk“ Hammerheart an. Müller lobte die „bombastisch sich türmenden Gitarrenwogen“ und den „herrlich pathetischen Gesang“, kritisierte aber, dass es gegenüber dem Vorgänger „etwas zu gediegen“ ausgefallen sei, ihm fehle das „Abgleiten in die Hysterie auf dem Höhepunkt des Wagner-würdigen Pomps“. Er vergab fünf von sieben Punkten. Im monatlichen „Soundcheck“ erreichte die Platte mit einem Schnitt von 3,30 Punkten nur den 28. Platz. Tom Lubowski beschrieb Twilight of the Gods im Metal Hammer anlässlich dessen 30. Jubiläums als den "letzte[n] große[n] Klassiker" Quorthons, auf dem er "mit ordentlich Pathos, ausufernder Epik und theatralem Wagner-Bombast [...] den Inspirationsquell für nahezu alle nachfolgenden Metal-Alben über das sagenumwobene Seefahrervolk [setzt]."
Anfang 2010 gründete Alan Nemtheanga (Primordial) eine Bathory-Tribute-Band namens Twilight of the Gods. Zur Besetzung gehören neben Iscariah (ex-Immortal, Dead to This World) auch Nick Barker (Testament, Benediction, ex-Dimmu Borgir, Cradle of Filth), Blasphemer (ex-Mayhem, Aura Noir, Ava Inferi) und Patrik Lindgren (Thyrfing)., weshalb man sie auch als Supergroup bezeichnen kann. Seit 2013 gibt die Band Konzerte mit eigenem Material, welches sich am traditionellen Heavy Metal orientiert und wenig mit dem Material Bathorys zu tun hat. Eine Veröffentlichung eines Albums namens Fire of the Mountain wurde angekündigt.